# The Vampire Chronicles
The Vampire Chronicles es el segundo disco oficial de la banda italiana de symphonic black metal Theatres des Vampires.

## Canciones
- 1. «Preludium» - 03:30
- 2. «Enthrone The Dark Angel» - 05:25
- 3. «Thule» - 04:58
- 4. «Throne Of Dark Immortals» - 04:10
- 5. «Woods Of Valacchia Part 2 - The Revelation» - 04:55
- 6. «When The Wolves Cry» - 04:58
- 7. «Exorcism» - 05:16
- 8. «Carpathian Spells» - 03:55
- 9. «Cursed» - 05:23
- 10. «The Coven» - 06:24

## Créditos
- Lord Vampyr -
- Frater Necros -
- Frater Blasfemator Antichristus -
- Frater Blutsauger -
- Frater Incubus -
- Frater Strigoi -